# Back to the Future Part III
Back to the Future Part III is een Amerikaanse komische sciencefiction-westernfilm en de derde film in de Back to the Future-filmtrilogie. De film kwam op 25 mei 1990 uit en speelt zich voor het grootste gedeelte in 1885 af. De hoofdrollen worden wederom vertolkt door Michael J. Fox en Christopher Lloyd, met extra rollen door Mary Steenburgen, Thomas F. Wilson en Lea Thompson.

## Verhaal
De film gaat verder waar deel twee ophield. Doc is per ongeluk in het jaar 1885 beland, terwijl Marty nog in 1955 zit. In de brief die de oude Doc (uit 1985, in 1885) aan Marty (uit 1985, in 1955) heeft gestuurd, staat dat hij de tijdmachine in een oude verlaten mijn heeft verstopt. Marty en de jonge Doc (uit 1955, in 1955(*)) vinden de DeLorean op de aangegeven plek en repareren hem volgens de geschreven instructies van Doc (uit 1885). In de brief verzoekt Doc Marty om hem niet op te komen halen, maar gewoon terug te keren naar 1985 en daar de tijdmachine te vernietigen. Dan ontdekt Marty tot zijn schok een grafsteen met Docs naam erop. Hij werd doodgeschoten door Bufford “Mad Dog” Tannen vanwege een ruzie over 80 dollar. Marty besluit toch naar 1885 te gaan om Doc te redden.
In 1885, de tijd van het Wilde Westen, loopt Marty zijn voorouders, de eerste McFly's in Amerika, tegen het lijf. Om naamsverwarring te voorkomen stelt hij zichzelf voor als "Clint Eastwood". Hij ontmoet ook Buford 'Mad Dog' Tannen, de voorouder van Biff. Marty vindt Doc uiteindelijk, die nu werk heeft gevonden als smid. Maar wanneer de twee willen vertrekken ontdekt Marty dat de benzinetank van de DeLorean bij zijn aankomst is gescheurd en alle benzine is eruit gelopen. Zonder benzine is het onmogelijk om de snelheid die nodig is voor een tijdreis te genereren, terwijl benzine in dat jaar nog niet eens was uitgevonden. Doc komt uiteindelijk met het idee om een stoomtrein te gebruiken.

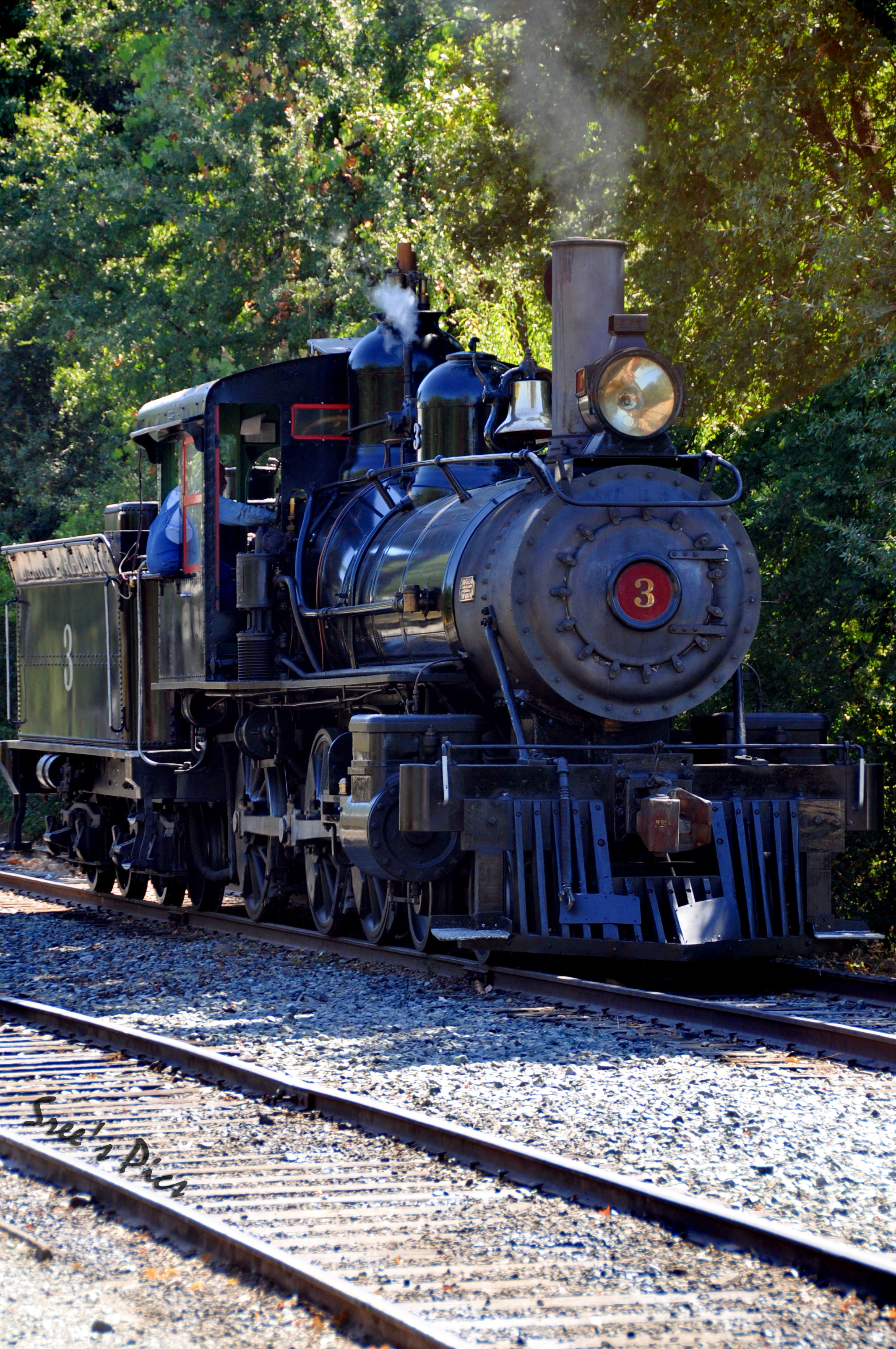
De Sierra 3 stoomlocomotief die in Back to the Future, part III werd gebruikt.

Terwijl Marty en Doc het plan uitwerken zien ze hoe een vrouw op het ravijn afrijdt met een wagen waarvan de paarden op hol zijn geslagen. Doc redt haar, en de twee worden op slag verliefd. De vrouw is Clara Clayton, een onderwijzeres die net is gearriveerd in Hill Valley. Doordat Doc haar redde, stortte zij niet in het Claytonravijn, het ravijn dat oorspronkelijk naar haar genoemd zou worden als ze er wel in zou zijn gevallen. Daarmee is de loop van de geschiedenis wederom veranderd. Door Docs verliefdheid wordt het voor hem moeilijker om terug te keren naar 1985. Het liefst zou hij gewoon achterblijven en met Clara Clayton een nieuw leven opbouwen. Maar hij weet dat hij het tijdreizen niet voor persoonlijk gewin mag toepassen, dus probeert hij dit als een wetenschapper op te lossen, ofschoon hem dat deze keer wel zwaar valt. Als hij aan Clara bekent dat hij uit de toekomst komt, denkt ze dat hij niet van haar houdt en dumpt hem.
Marty weet tijdens het dorpsfeest van Hill Valley de aanslag op Doc te voorkomen, maar haalt zich daarbij zelf een duel met Bufford op de hals. Hierdoor is de grafsteen waar eerst Emmett Brown op stond veranderd in Clint Eastwood. Het duel vindt ook nog eens plaats op dezelfde dag dat Marty en Doc hun poging willen wagen om terug naar de toekomst te reizen. Middels een truc die hij heeft gezien in de film A Fistful of Dollars met de echte Clint Eastwood (in deel II) weet Marty deze strijd toch te beslechten, waarna Bufford wordt gearresteerd.
Marty en Doc kapen de trein en koppelen alle wagons af om met de locomotief de DeLorean aan te duwen. Met behulp van speciale explosieven probeert Doc de trein op te voeren naar de juiste snelheid. Het is een plan van alles-of-niets. De spoorbrug die in 1985 over het ravijn ligt, is in 1885 nog niet gereed. Hierbij moet de trein op het juiste moment de juiste snelheid van 88 miles (145,5 kilometer) per uur halen, voordat deze te pletter zou vallen. Ondertussen ontdekt Clara de modelopzet van het hele plan en beseft dat Doc de waarheid sprak. Ze weet de trein in te halen en aan boord te klimmen. De Doc merkt haar snel op nadat ze aan het koord van de stoomfluit trekt. Door de plotselinge versnelling dreigt ze te vallen. Marty geeft Doc het 'hoverboard' (het vliegende skateboard uit deel 2) aan dat ze mee hadden genomen uit 2015. Hiermee kan hij samen met Clara ontsnappen van de locomotief, maar tot Marty's verbazing blijft hij met Clara achter in 1885, en reist Marty alleen terug naar 1985, over de brug die in dat jaar inmiddels volledig is afgebouwd.
Doordat alleen Marty weer terugkomt in 1985, lijkt het alsof in 1885 "Clint Eastwood" met de locomotief in het ravijn was beland. Bij aankomst in 1985 zien we dan ook een bordje staan met "Eastwoodravijn" in plaats van "Claytonravijn". Bij deze terugkomst wordt de tijdmachine geramd door een tegenmoetkomende goederentrein en wordt de DeLorean samen met de tijdmachine volledig vernield. Marty keert terug naar zijn huis en ontdekt tot zijn opluchting dat alles weer bij het oude is. Jennifer komt net bij (nadat ze flauw was gevallen in deel II) en denkt dat alles een droom was. Wanneer Marty en Jennifer een ritje maken met Marty’s auto wordt Marty door een andere rijder, Needles (die we ook nog kennen uit deel II), uitgedaagd tot een straatrace. Maar Marty heeft zijn les geleerd en gaat niet akkoord, zelfs niet nadat Needles hem een lafaard noemt. Hierdoor voorkomt hij het ongeluk dat normaal het begin zou zijn geweest van zijn ellendige leven in 2015. Marty’s ontslagbrief, die Jennifer had meegenomen uit 2015, wordt hierdoor blanco. 
Marty en Jennifer keren terug naar de wrakstukken van de DeLorean. Net als Marty denkt dat hij Doc nooit meer zal zien, verschijnt een vliegende locomotief uit het niets. Deze locomotief is een nieuwe tijdmachine, met Doc aan boord. Hij blijkt getrouwd te zijn met Clara en twee kinderen te hebben met de namen Jules en Verne, naar Jules Verne. Hij geeft Marty een foto die werd gemaakt toen hij en Doc aanwezig waren bij de onthulling van de stadsklok (die in 1955 door de bliksem werd getroffen). Wanneer Marty hem vraagt waar Doc nu heen gaat, antwoordt hij dat hij niet naar de toekomst zal gaan omdat hij daar al is geweest. Als Jennifer vraagt hoe het kan dat de ontslagbrief blanco is geworden, antwoordt Doc: "Omdat je toekomst nog niet geschreven is, van niemand, het is maar wat je er zelf van maakt, dus maak er het beste van." Daarna vliegt de trein van het spoor, keert in de lucht, en vliegt recht op het beeld af zoals de DeLorean deed aan het eind van de eerste film.
(*) Een opmerkelijk detail in deze film is het feit dat de Emmett Brown uit 1955, die ook meespeelde in deel 1, niet (meer) geconfronteerd wordt met het feit dat hij in 1985 door Libische terroristen wordt gedood.

## Rolverdeling
| Acteur            | Personage                               |
| ----------------- | --------------------------------------- |
| Michael J. Fox    | Marty McFly en Seamus McFly             |
| Christopher Lloyd | Dr. Emmett L. "Doc" Brown               |
| Mary Steenburgen  | Clara Clayton                           |
| Thomas F. Wilson  | Bufford "Mad Dog" Tannen en Biff Tannen |
| Elisabeth Shue    | Jennifer Parker                         |
| Lea Thompson      | Maggie McFly en Lorraine Baines McFly   |
| James Tolkan      | Marshall Strickland                     |
| Jeffrey Weissman  | George McFly                            |
| Matt Clark        | Chester, the bartender                  |
| Dub Taylor        | Saloon Old-Timer #1                     |
| Harry Carey, Jr.  | Saloon Old-Timer #2                     |
| Pat Buttram       | Saloon Old-Timer #3                     |
| Burton Gilliam    | Colt Gun Salesman                       |
| ZZ Top            | Hill Valley Town Festival band          |
| Flea              | Needles                                 |
| Freddie           | Einstein                                |

## Achtergrond

### Veranderingen in de tijd
- Toen Doc Clara Clayton redde van een val in het Claytonravijn werd de naam van het ravijn (dat oorspronkelijk naar Clara vernoemd zou worden) later veranderd in het Eastwoodravijn. Marty gebruikte Clint Eastwood als schuilnaam en het ravijn is waarschijnlijk naar hem vernoemd omdat iedereen zou denken dat hij met de trein in het ravijn reed.
- Om Doc te redden gooide Marty een bord naar Buford. Hij gooit het zoals een hedendaagse Frisbee en merkte op dat het bord van het merk 'Frisbee' was. Zo heeft hij waarschijnlijk de uitvinding van de Frisbee veroorzaakt.

### Productie
De voorproductie van de film begon tegelijk met die van zijn voorganger, maar er werd slechts één scène uit deel III daadwerkelijk opgenomen tijdens de productie van deel II. Opnames vonden vooral plaats in Californië en Arizona, waaronder Monument Valley. De climax met de stoomtrein werd gefilmd bij Ventura Road in Port Hueneme. De opnames liepen vertraging op toen Michael J. Fox de set moest verlaten vanwege het overlijden van zijn vader en de geboorte van zijn zoon.
Het idee om de film zich af te laten spelen in het Wilde Westen ontstond reeds tijdens de opnames van de originele film. Zemeckis vroeg toen aan Michael J. Fox welke tijdsperiode hij graag eens zou bezoeken als hij een echte tijdmachine had, waarop Fox antwoordde dat dit het wilde westen was.
Clint Eastwood gaf toestemming voor het veelvuldig gebruik van zijn naam in deze film.

### Muziek
De filmmuziek werd net als bij de twee vorige films gecomponeerd door Alan Silvestri. Deze muziek werd ook door Varèse Sarabande uitgebracht op een soundtrackalbum.

### Ontvangst
De film bracht in de openingsweek 23 miljoen dollar op, en in totaal 87,6 miljoen dollar bij de theaters in de Verenigde Staten, en totaal 243 miljoen dollar wereldwijd. Daarmee was de film niet zo succesvol als de tweede, maar het was ook geen teleurstelling.

## Prijzen en nominaties
“Back to the Future Part III” won in totaal vier prijzen, en werd voor nog eens acht prijzen genomineerd.
| jaar | prijs                | categorie                                                                        | genomineerde(n)   | uitslag     |
| ---- | -------------------- | -------------------------------------------------------------------------------- | ----------------- | ----------- |
| 1991 | Saturn Award         | Beste muziek                                                                     | Alan Silvestri    | gewonnen    |
| 1991 | Saturn Award         | Beste mannelijke bijrol                                                          | Thomas F. Wilson  | gewonnen    |
| 1991 | Saturn Award         | Beste kostuums                                                                   | Joanna Johnston   | genomineerd |
| 1991 | Saturn Award         | Beste regisseur                                                                  | Robert Zemeckis   | genomineerd |
| 1991 | Saturn Award         | Beste sciencefictionfilm                                                         | -                 | genomineerd |
| 1991 | Saturn Award         | Beste vrouwelijke bijrol                                                         | Mary Steenburgen  | genomineerd |
| 1991 | BMI Film Music Award | -                                                                                | Alan Silvestri    | gewonnen    |
| 1991 | Hugo Award           | Best Dramatic Presentation                                                       | -                 | genomineerd |
| 1991 | Young Artist Award   | Most Entertaining Family Youth Motion Picture - Comedy/Action                    | -                 | genomineerd |
| 2003 | Saturn Award         | Best DVD Classic Film Release                                                    | -                 | genomineerd |
| 2003 | DVD Exclusive Award  | AOL Movies DVD Premiere Award - Best Special Edition of the Year - Classic Movie | -                 | gewonnen    |
| 2003 | DVD Exclusive Award  | Original Retrospective Documentary, Library Release                              | Laurent Bouzereau | genomineerd |